# Clusia neurophylla
Clusia neurophylla är en tvåhjärtbladig växtart som beskrevs av José Cuatrecasas. Clusia neurophylla ingår i släktet Clusia och familjen Clusiaceae. Inga underarter finns listade i Catalogue of Life.